# Википедија на српскохрватском језику
Википедија на српскохрватском језику (такође српскохрватска Википедија; сх. Srpskohrvatska Wikipedia) верзија је Википедије, слободне енциклопедије, на српскохрватском језику, језику бивше Југославије, која данас има 460.773 чланака и заузима на листи википедија 19. место.
Покренута је 2002. године, али су се из ње издвојиле Википедија на бошњачком језику (12. децембра 2002), и Википедија на српском језику и хрватском језику (16. фебруара 2003).
До почетка 2005. године су на Википедији доминирали чланци с подручја енигматике. Тада је на неколико месеци Википедија била закључана, да би се поновно отворила почетком лета 2005. После тога је следио релативно брз раст по броју чланака.
На Википедији на српскохрватском језику се користе и латиница и ћирилица.
Због сличности српскохрватских језика, једна од одлика ових Википедија је копирање и прилагођавање чланака са једне верзије Википедије на другу.

## Хронологија броја чланака
- 1.000 чланака — 7. октобар 2005.
- 5.000 чланака — 22. јул 2006.
- 10.000 чланака — 10. април 2007.
- 20.000 чланака — 4. новембар 2008.
- 25.000 чланака — 20. септембар 2009.
- 30.000 чланака — 20. мај 2010.
- 50.000 чланака — 8. новембар 2011.
- 100.000 чланака — 25. јануар 2014.
- 200.000 чланака — 27. јул 2014.
- 300.000 чланака — 22. март 2015.